# Perisoreus
A Perisoreus a madarak (Aves) osztályának verébalakúak (Passeriformes) rendjébe, ezen belül a varjúfélék (Corvidae) családjába tartozó nem.

## Rendszerezésük
A nemet Charles Lucien Jules Laurent Bonaparte francia ornitológus írta le 1831-ben, az alábbi fajok tartoznak ide:
- északi szajkó (Perisoreus infaustus)
- szecsuáni szajkó (Perisoreus internigrans)
- szürke szajkó (Perisoreus canadensis)